# Epiblastus accretus
Epiblastus accretus är en orkidéart som beskrevs av Johannes Jacobus Smith. Epiblastus accretus ingår i släktet Epiblastus och familjen orkidéer. Inga underarter finns listade i Catalogue of Life.